# 米爾布魯克鎮區 (堪薩斯州葛蘭姆縣)
米爾布魯克鎮區（英語：Millbrook Township）為位在美國堪薩斯州葛蘭姆縣的鎮區。2010年美国人口普查中該鎮區人口有108人。

## 地理
米爾布魯克鎮區涵蓋面積159.53平方（61.59平方英里）。根據美國地質調查局的資料，此鎮區包含2座墓園：布拉什克里克墓園（Brush Creek）以及Penokee墓園。
該鎮區有布拉什溪（Brush Creek）以及傑克遜支流（Jackson Branch）等溪流通過。

## 外部連結
- USGS Geographic Names Information System (GNIS) （页面存档备份，存于）
- US-Counties.com
- City-Data.com （页面存档备份，存于）